# Лістон (Керкіра)
Лістон - квартал (вулиця), розташована в центрі міста Керкіра на острові Керкіра (Корфу), Греція на схід від площі Спіанада та Страрої фортеці.

## Історія і сучасність
Архітектурний комплекс Лістон був побудований під час захоплення острова французами (1807-1814 роки) за участю Маттеусаде Лезепса (Mathieu de Lesseps) та місцевого інженера Іоана Пармезана (Ioannis Parmezan). ПІд час британського управління островом (1815-1864 роки) будівлі розширювались та добудовувались.
Ця вулиця є епіцентром міської активності та дуже схожа на паризьку вулицю Ріволі. Вона складається з двох довгих будівель на перших поверхах склепінних галерей, під якими розташувалися ресторани і кафе. Значна частина верхніх поверхів перетворена на розкішні готелі, такі як «Hotel of England and of beautiful Venice», також відомий як «Bella Venezia». У їхніх кімнатах приймали знаменитостей, як грецьких, так і іноземних, таких як Костянтин Кавафій і Діонісіос Соломос.
За окремими даними на цій вулиці дозволялося ходити лише аристократам, які були в певному списку, звідки і пішла назва. Однак у венеційському діалекті «лист» означає «широку і пряму дорогу», тоді як «Лістон» зустрічається і в інших венеційських містах, таких як Венеція. Тому можливо, що Лістон завдячує своєю назвою цьому слову.
В Страсну п'ятницю проводяться традиційні заходи з приводу Великодня — Епітафії [Архівовано 14 березня 2019 у Wayback Machine.], а ліхтарі по всій вулиці світять жалобним фіолетовим кольором.
В північній частині вулиці розташований Палац святих Михайла та Георгія, а сама вулиця відділяє старе місто від площі Спіанада.